# La Chapelle-en-Juger
La Chapelle-en-Juger là một xã thuộc tỉnh Manche trong vùng Normandie tây bắc nước Pháp. Xã này nằm ở khu vực có độ cao trung bình 97 mét trên mực nước biển.